# Мзукузуку
Мзукузу́ку (англ. Mzukuzuku) — традиційна громада у складі дистрикту Мзімба Північного регіону Малаві.
Населення — 37528 осіб (2018).